# Dolores del Río

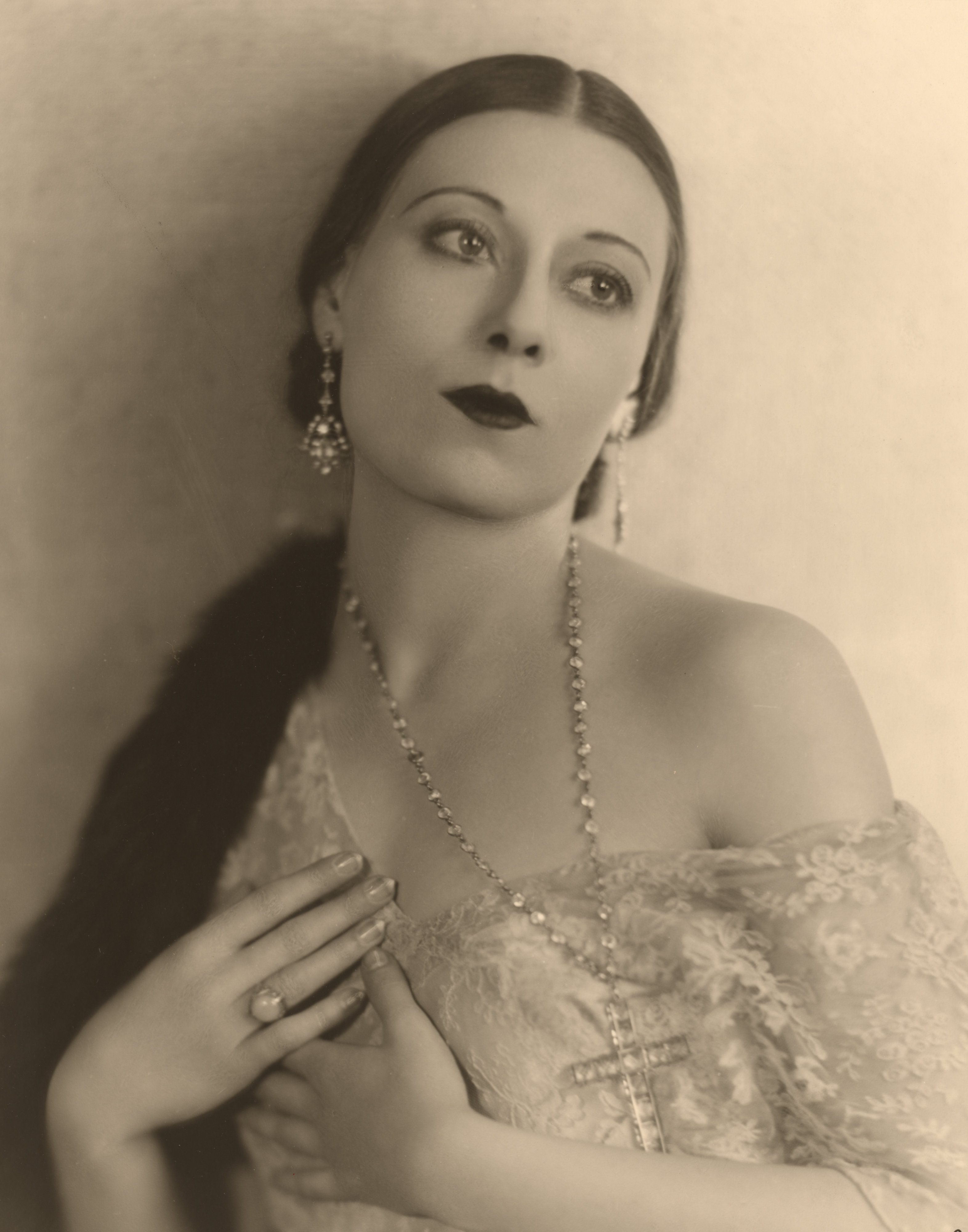
Dolores del Río (1926)

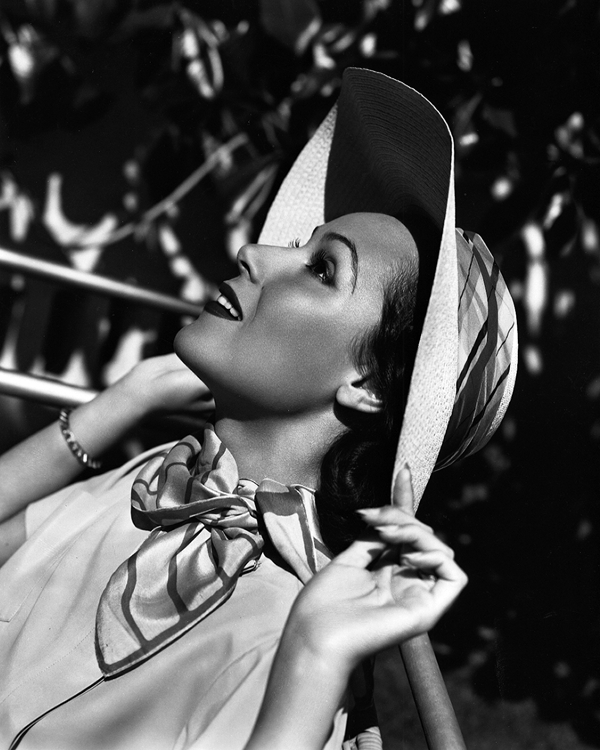
Dolores del Río (1937)

Dolores Asúnsolo y López Negrete de Martínez del Río, genannt Dolores del Río (3. August 1904 in Durango – 11. April 1983 in Newport Beach, Kalifornien), war eine mexikanische Filmschauspielerin. Sie wurde, vor allem im Rollenfach der exotischen Schönheit, ab Mitte der 1920er-Jahre zum Hollywood-Star.

## Leben und Werk
Dolores del Río wurde in eine sehr vornehme und alteingesessene Familie geboren. Einer ihrer Cousins war der Schauspieler Ramón Novarro. Nach Ballettunterricht am Konservatorium in Mexiko-Stadt, und später auch in Europa ging del Río 1925 zum Film nach Hollywood und debütierte in Das Mädel mit den Dollar-Millionen von Edwin Carewe. Im darauffolgenden Jahr bekam sie internationale Resonanz für ihre Darstellung einer jungen Französin in Raoul Walshs erfolgreichem Antikriegsfilm Rivalen  und wurde unter die WAMPAS Baby Stars des Jahres gewählt. Sie galt als exotische Schönheit und wurde diesem Bild entsprechend besetzt. Die Schauspielerin drehte gemeinsam mit Carewe einige erfolgreiche Filme, die über die United Artists in den Verleih kamen.

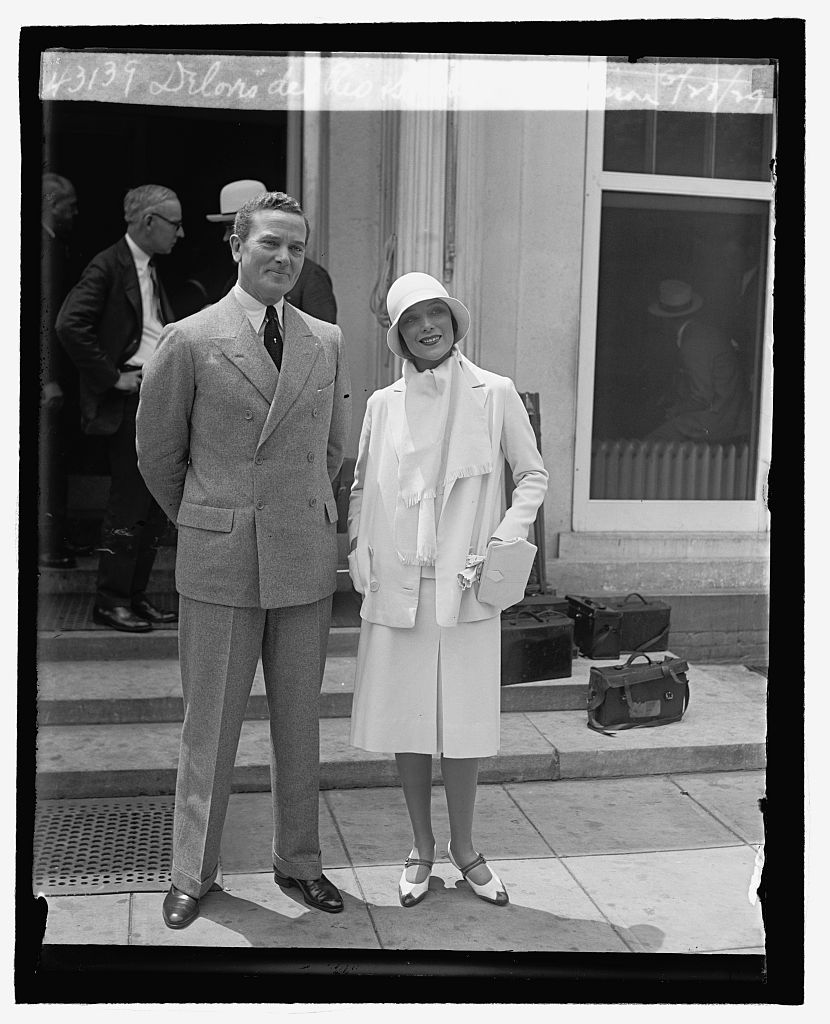
Dolores del Río mit Herbert Rawlinson (1929)

Nachdem die Schauspielerin sich zunächst geweigert hatte, in Tonfilmen aufzutreten, gab sie schließlich 1930 ihr Tonfilmdebüt in The Bad One. Der Film war wenig erfolgreich und sie drehte einige Jahre gar nicht. Erst ein Wechsel zu RKO im Jahr 1932 revitalisierte ihre Karriere. In dem Südseeabenteuer Luana trat sie im selben Jahr unter der Regie von King Vidor auf.
1933 spielte sie in dem Musical Carioca eine Brasilianerin und wurde im Vorspann noch vor Fred Astaire und Ginger Rogers, die hier ihr Debüt als Leinwandpaar gaben, angekündigt.
Zu ihrem Auftritt in Caliente, die Stadt der Freude (In Caliente) schrieb Friedrich Porges: „Die Mexikaner selbst scheinen Spaß zu verstehen. Sonst würde die bezaubernde Mexikanerin Dolores del Rio sich nicht dazu hergeben, in einem Film wie Caliente mitzutun. Dolores trägt ihre südländische Schönheit mit Stolz und Genugtuung und wie eine Kostbarkeit durch den Film und sie tanzt mit königlicher Grazie. […] Der unter Lloyd Bacons Regie flott gespielte, getanzte und gesungene Film gehört natürlich in erster Linie zur Sorte der Revuefilme. Tanzbilder mit splendider Ausstattung (dazu ins Ohr gehende Schlagermelodien) rücken immer aufs neue in den Rahmen der Lichtspielbühne und unterbrechen die nicht sehr kompakte, wenig aufregende aber amüsante Handlung eines Films, der allein schon um der Wiederbegegnung mit Dolores del Rio willen sehenswert ist!“
Trotz ihres starken Akzents drehte die Schauspielerin bis 1942 weiter in den USA, zuletzt neben Joseph Cotten die weibliche Hauptrolle in Von Agenten gejagt unter der Regie von Orson Welles. Unzufrieden mit den Rollenangeboten kehrte sie danach nach Mexiko zurück, wo sie die nationale Filmindustrie mitaktivierte und für weitere 25 Jahre als einer der Topstars des nationalen Kinos galt. Sie arbeitete bei ihrem ersten mexikanischen Film Flor silvestre 1943 mit dem Regisseur Emilio Fernández zusammen, weitere Arbeiten mit ihm folgten. Für ihre Hauptrolle in seinem Film Las Abandonadas erhielt sie 1946 einen Ariel bei der ersten Verleihung dieses mexikanischen Filmpreises. 1975 erhielt sie in Anerkennung ihrer 50-jährigen Filmkarriere den „Premio Especial“, ein Ehrenpreis des mexikanischen Filmpreises Premio Ariel. Zu ihren wenigen Auftritten in US-amerikanischen Produktionen gehörten Don Siegels Flammender Stern aus dem Jahr 1960, in dem sie die Mutter von Elvis Presley spielte, sowie John Fords Cheyenne. Sie arbeitete auch an mexikanischen und US-amerikanischen Theatern sowie im Fernsehen.
Die Schauspielerin war von 1929 bis 1941 mit Cedric Gibbons, dem Chefdesigner von MGM verheiratet. Marlene Dietrich bezeichnete Dolores del Río als die schönste Frau von Hollywood.
Ein Stern auf dem Hollywood Walk of Fame (1630 Vine Street) erinnert seit 1960 an sie.

## Filmografie (Auswahl)
- 1925: Das Mädel mit den Dollar-Millionen (Joanna)
- 1926: Rivalen (What Price Glory?)
- 1926: Die Sensation von London (High Steppers)
- 1927: Auferstehung (Resurrection)
- 1927: Die Liebe vom Zigeuner stammt (The Loves of Carmen)
- 1928: Die goldene Hölle (The Trail of ’98)
- 1928: Die rote Tänzerin von Moskau (The Red Dance)
- 1928: Ramona
- 1928: Vergeltung (Revenge)
- 1929: Evangeline
- 1932: Luana (Bird of Paradise)
- 1933: Carioca (Flying Down to Rio)
- 1934: Madame Dubarry (Madame Du Barry)
- 1934: Wonder Bar
- 1935: Caliente, die Stadt der Freude (In Caliente)
- 1936: Im Banne der Eifersucht (Accused)
- 1937: Ali Baba Goes to Town
- 1937: Lancer Spy
- 1937: Devil’s Playground
- 1942: Von Agenten gejagt (Journey Into Fear)
- 1943: Flor silvestre
- 1943: Maria Candelaria
- 1946: Palast der Sünde (La otra)
- 1947: Befehl des Gewissens (The Fugitive)
- 1949: Die Herrin von Soto (La malquerida)
- 1959: Sturm über Mexiko (La cucaracha)
- 1960: Flammender Stern (Flaming Star)
- 1964: Cheyenne (Cheyenne Autumn)
- 1967: Schöne Isabella (C’era una volta …)
- 1970: Dr. med. Marcus Welby (Fernsehserie, Folge The Legacy)
- 1978: Die Kinder von Sanchez (The Children of Sanchez)